# Académie tchèque des sciences
L'Académie tchèque des sciences (en tchèque Akademie věd České republiky, en abrégé AV ČR) est l'Académie des sciences de la République tchèque.
Elle succède, lors de la dissolution de la Tchécoslovaquie en 1993, à l'Académie tchécoslovaque des sciences, elle-même issue en 1953 de la fusion de l'Académie tchèque des sciences et des arts (de) (Česká akademie věd a umění), créée en 1890, et de la Société royale des sciences de Bohême (Královská česká společnost nauk), créée en 1784.